# Nikolaus Skunck
Nikolaus Pedersson Skunck, född 14 april 1614, död 4 december 1676 i Stockholm och begravd i Storkyrkan, var en svensk jurist och politiker.
Nikolaus Skunck var son till kyrkoherden Petrus Olai. Han blev student vid Uppsala universitet 1627 och företog därefter flera resor till utlandet. Nikolaus Skunck studerade bland annat i Leiden, där han 1640 och 1641 disputerade på två avhandlingar i statsvetenskapliga ämnen. Efter återkomsten till Sverige 1644 blev han 1645 Stockholms stadsskrivare. I en rekommendationsskrivelse för honom framhöll riksamiralen Carl Carlsson Gyllenhielm därvid hans stora kunskaper i språk och handel. I sin roll som ofrälse jurist bekämpade han högadeln och gav stöd åt en ökad kungamakt. Vid riksdagen 1650 valdes han till borgarståndets sekreterare kom som sådan att spela en ledande roll i ståndsstriden. Skunck, som var en framstående stilist, författade borgerskapets svar på de olika propositionerna, bland annat svaret rörande den av ofrälse stånden yrkade reduktionen. Hans ställning var utsatt, och efter ett besök på Riddarhuset anklagades han inför drottning Kristina för "obeskedenhet" och måste be adeln om ursäkt. Skunck var sannolikt även författare till de ofrälse ståndens gemensamma protestation, i vilken dessas statsrättsliga uppfattning första gången utvecklades. Den överlämnades till drottningen 8 oktober 1650 av bland annat Skunck. Sitt författarskap till protestationen erkände Skunck 1651 under rättegången mot Arnold Johan Messenius, där han var inblandad. Skunck stod i hög gunst hos drottningen och rekommenderades av henne hos arvprinsen Karl Gustav. 1652 utnämndes han till assessor i Åbo hovrätt och 1655 till samma tjänst i Svea hovrätt, blev 1658 revisionssekreterare och 1659 även häradshövding i Långhundra, Ärlinghundra och Vaksala härader i Uppland. Han adlades 1660 och utnämndes 1666 till landsdomare i Blekinge. Skuncks självbiografiska anteckningar tryckets i Tidningar utgifne i Upsala 1777.